# Dolno Osenovo
Dolno Osenovo (Bulgaars: Долно Осеново) is een dorp in de Bulgaarse oblast Blagoëvgrad. Het dorp is gelegen in de gemeente Simitli en telde op 31 december 2019 zo'n 1.320 inwoners. Het dorp ligt 82 kilometer ten zuiden van Sofia. 

## Geschiedenis
Volgens de geograaf Vasil Kantsjov telde het dorp in 1900 zo’n 1864 inwoners, waarvan 300 Bulgaarse christenen, 1550 Bulgaarse moslims en 14 zigeuners.
Tot 1955 vormde Dolno Osenovo samen met de toenmalige wijk Gorno machali het dorp Osenovo.

## Bevolking
Op 31 december 2019 telde het dorp 1.320 inwoners, een lichte daling vergeleken met de telling van 2011 (1.364 inwoners). In 2001 telde het dorp een recordaantal van 1.496 inwoners, terwijl in de telling van 1956 het inwonersaantal 937 personen bedroeg. De inwoners zijn uitsluitend etnische Bulgaren. De grootste leeftijdscategorie bestaat uit 25 tot en met 29-jarigen (138 personen), gevolgd door 20 t/m 24-jarigen (124 personen) en 0 tot en met 4-jarigen (118 personen).